# Филип Миланов
Филип Миланов (на френски: Philip Milanov; роден на 6 юли 1991 г. в Брюге) е белгийски дискобол от български произход. Носител на сребърен медал от Световно първенство по лека атлетика (2015). Резултатът 69,90 m е текущия запис за Белгия.